# Giovanni Coccapani
Giovanni Coccapani (Florence, 1582 - Florence, 1649) est un peintre et architecte italien de la période baroque.

## Biographie
Giovanni Coccapani est né à Florence, sa famille était originaire de Carpi. Il est le frère de Sigismondo Coccapani. Il voyagea à travers la Lombardie et était patronné à Modène par le duc Alphonse III d'Este. En tant qu'architecte il a fait reconstruire l'église de San Giusto à Volterra.